# Новоселье (Гордеевский район)
Новоселье — деревня в Гордеевском районе Брянской области, в составе Глинновского сельского поселения. Расположена в 2,5 км к северо-западу от села Стругова Буда. Население — 38 человек (2010).

## История
Основана в 1847 году как выселки из Струговской Буды. С 1861 по 1924 в Буднянской (Струговобудской) волости Суражского (с 1921 — Клинцовского) уезда; позднее в Гордеевской волости, Гордеевском районе (с 1929), а в период его временного расформирования (1963—1985) — в Клинцовском районе.
С 1919 до 1930-х гг. — центр Новосельского сельсовета, затем до 2005 в Струговобудском сельсовете. В 1976 году к деревне присоединён посёлок Чеботьков.

## Население
4 человека (2013)